# Freesia
 Freesia Eckl.  ex Klatt è un genere di piante della famiglia delle Iridaceae, originario del Sudafrica.
Comprende specie erbacee perenni, bulbose, di cui la più nota è Freesia refracta e i suoi numerosi ibridi e cultivar.

## Descrizione
Fornita di cormo, con grappoli di corolle profumatissime, campanulate, in vari colori quasi sempre maculati di giallo. Ha un piccolo bulbo ovale, foglie a forma di spada lunghe 20–30 cm e larghe circa 2 cm, scapo floreale più lungo delle foglie, spesso curvato e ramificato, terminato da una spiga con 6-12 fiori rivolti verso l'alto, tubulosi, di circa 3 cm di diametro, di colore variabile dal bianco puro, crema, giallo a tinte più vivaci dall'arancio, al rosso, al blu, al viola. I semi sono grossi e tondeggianti.

## Tassonomia
Il genere comprende le seguenti specie:
- Freesia andersoniae L.Bolus
- Freesia caryophyllacea (Burm.f.) N.E.Br.
- Freesia corymbosa (Burm.f.) N.E.Br.
- Freesia fergusoniae L.Bolus
- Freesia fucata J.C.Manning & Goldblatt
- Freesia grandiflora (Baker) Klatt
- Freesia laxa (Thunb.) Goldblatt & J.C.Manning
- Freesia leichtlinii Klatt
  - Freesia leichtlinii subsp. leichtlinii
  - Freesia leichtlinii subsp. alba (G.L.Mey.) J.C.Manning & Goldblatt
- Freesia marginata J.C.Manning & Goldblatt
- Freesia occidentalis L.Bolus
- Freesia praecox J.C.Manning & Goldblatt
- Freesia refracta (Jacq.) Klatt
- Freesia sparrmanii (Thunb.) N.E.Br.
- Freesia speciosa L.Bolus
- Freesia verrucosa (B.Vogel) Goldblatt & J.C.Manning
- Freesia viridis (Aiton) Goldblatt & J.C.Manning

## Usi
È utilizzata come pianta ornamentale nei giardini delle regioni a clima invernale mite, per la coltivazione in vaso nelle zone a clima invernale rigido. Inoltre, ne viene estesamente impiegata l'essenza odorifera in numerosi prodotti di profumeria.
L'utilizzo prevalente è nella coltivazione industriale, localizzata prevalentemente in Liguria, per la produzione del fiore reciso, commercializzato d'inverno e all'inizio della primavera, con fioritura in pieno campo da fine febbraio, anticipata con l'ausilio di cassoni vetrati.

## Metodi di coltivazione

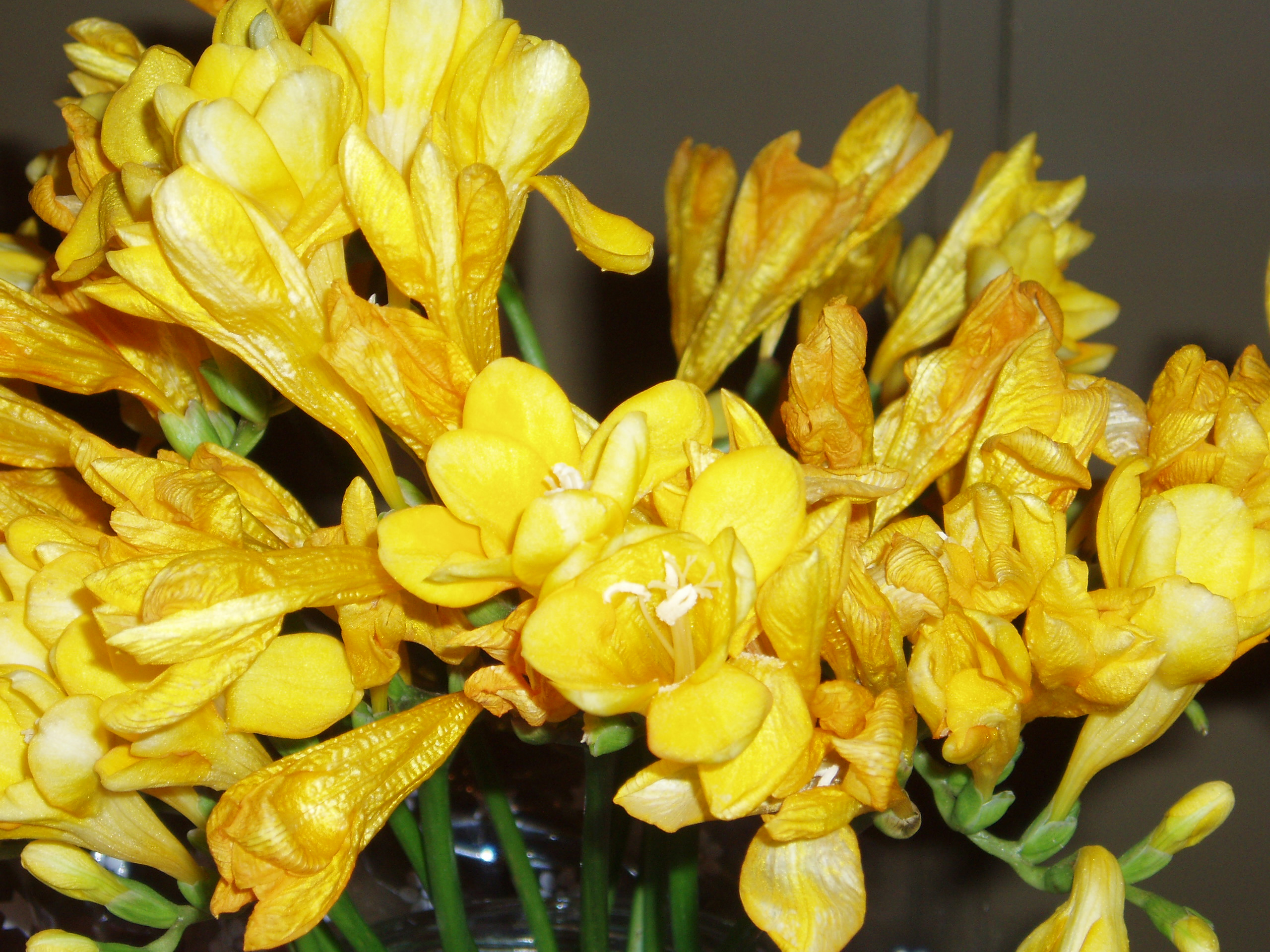
Freesia refracta

Facile da coltivare, teme il gelo, è sufficiente una brinata per compromettere un'intera stagione, richiede pertanto località a clima temperato mite, in posizione ben esposta al sole, riparata dai venti freddi, con eventuale copertura invernale, nel Nord Italia viene coltivata in vaso per poterla riparare d'inverno in serra o in lettorini caldi, vuole terreno sciolto e regolari concimazioni liquide
I bulbi (cormi) si piantano fittamente in agosto-settembre, sia in piena terra che in vaso per la forzatura in serra.
La vegetazione inizia alla fine dell'estate e continua fino a no le infiorescenze, durante tutto il periodo vegetativo le piante vanno concimate frequentemente con fertilizzanti liquidi.
Dopo la fioritura, con il riposo vegetativo, i bulbi vengono tolti dal terreno e conservati in luogo idoneo, fino al momento della piantagione.
La moltiplicazione con la semina, che permette di evitare le frequenti virosi che colpiscono i bulbi, si effettua in aprile inizio maggio, in piena terra o in vaso, in luogo ombreggiato, l'accrescimento delle piantine è molto rapido in autunno, tanto da essere pronte a fine inverno ad un'abbondante fioritura, anche per la raccolta del fiore reciso; la moltiplicazione da seme ha lo svantaggio di prolungare il periodo di cure colturali.

## Avversità

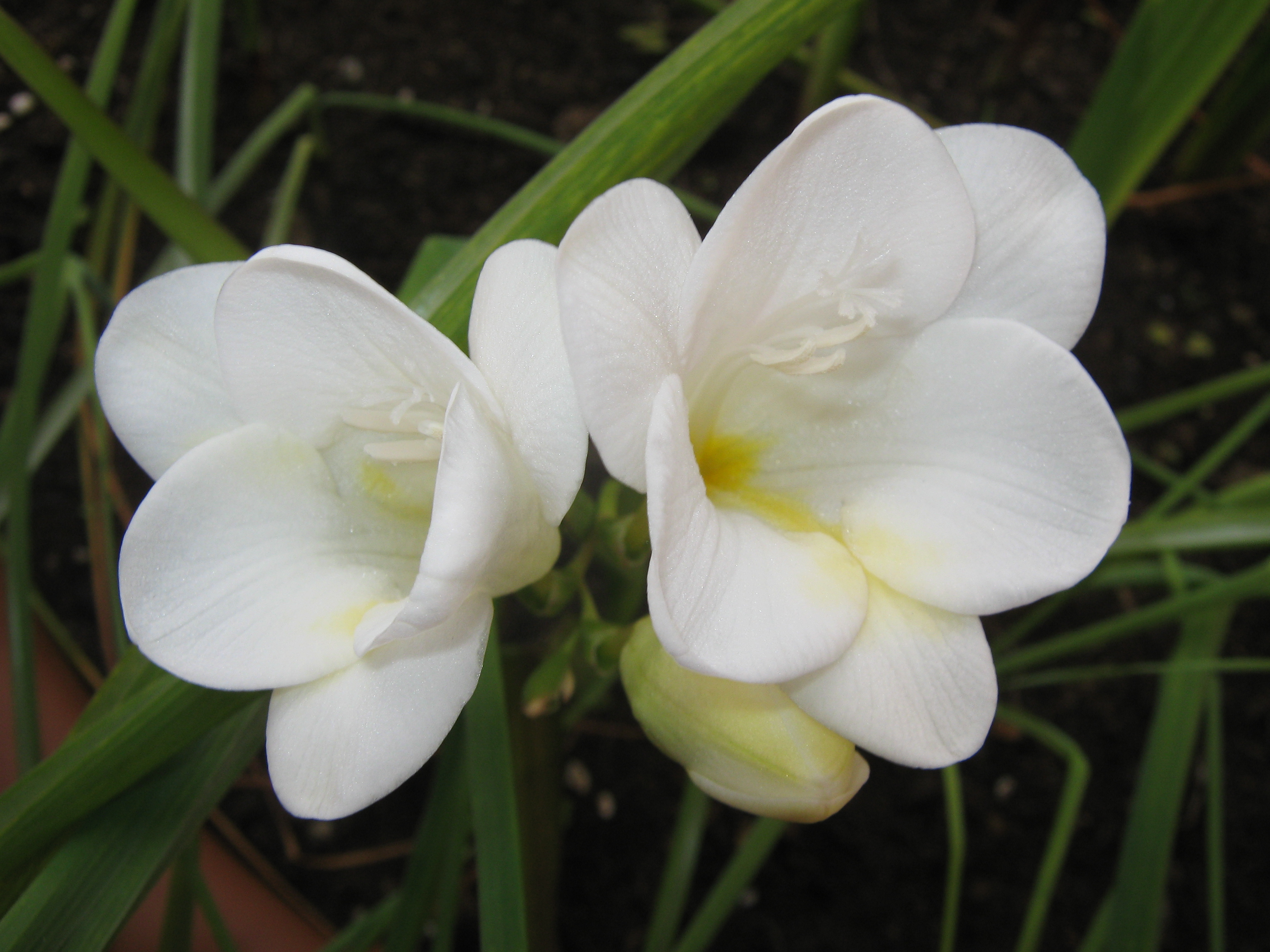
Freesia refracta

- Gelate – la pianta teme il gelo e le brinate, che possono gravemente danneggiarla
- Funghi
  - Fusariosi - specie del genere Fusarium causano il marciume secco della parte ipogea, con conseguente ingiallimento delle foglie
  - Marciume asciutto - le foglie attaccate da Sclerotinia gladioli (Whetz.), ingialliscono per poi presentare macchie brunastre, il bulbo può presentare tacche brunastre e poi disseccare (gangrena secca); l'attacco in condizioni ambientali freddo-umide provoca la mummificazione dell'intera pianta, che forma un unico ammasso
- Virus
  - Male del mosaico - sulle foglie colpite si osservano aree giallastre che col tempo assumono una colorazione biancastra, infine seccano